# Monareczka czarna
Monareczka czarna, monarka czarna (Symposiachrus axillaris) – gatunek małego ptaka z rodziny monarek (Monarchidae). Występuje w lasach tropikalnych na Nowej Gwinei. Według IUCN nie jest zagrożony wyginięciem.

## Taksonomia
Gatunek ten opisał w 1876 roku Tommaso Salvadori, nadając mu nazwę Monarcha axillaris. Jako miejsce typowe wskazał Profi w górach Arfak na Nowej Gwinei. W pierwszej dekadzie XXI wieku monareczka czarna wraz z kilkunastoma innymi gatunkami została przeniesiona z rodzaju Monarcha do rodzaju Symposiachrus.
Wyróżnia się dwa podgatunki Symposiachrus axillaris:
- S. a. axillaris (Salvadori, 1876)
- S. a. fallax (E.P. Ramsay, 1885)

## Morfologia
Upierzenie czarne, niemal monochromatyczne. Biała kreska na skrzydle. Dość długi ogon jest często zadarty. Samice podobne do samców, ale nieco jaśniejsze – bardziej szarawoczarne. Gatunek ten jest podobny do wachlarzówki czarnej, różni się jednak charakterystyczną białą kreską na skrzydle, ma inną wokalizację, a ogon jest tylko częściowo wachlarzowaty.
Długość ciała 15–16,5 cm, masa ciała 12–17,5 g.

## Występowanie
Monareczka czarna zasiedla Nową Gwineę (zarówno terytorium Indonezji, jak i Papui-Nowej Gwinei), a także Goodenough – jedną z Wysp d’Entrecasteaux położonych na wschód od południowo-wschodniej Nowej Gwinei.
Gatunek ten ma duży zasięg występowania – 735 000 km². Typowy habitat to lasy górskie i podgórskie, zwłaszcza ich zacienione partie, rzadko występuje na obrzeżach lasów. Spotykany w przedziale wysokości 750–2110 m n.p.m.
Poszczególne podgatunki występują:
- S. a. axillaris – od półwyspu Ptasia Głowa po północno-środkową Nową Gwineę
- S. a. fallax – od zachodnio-środkowej do północno-wschodniej i południowo-wschodniej Nowej Gwinei; także wyspa Goodenough

## Ekologia
Spotykany w parach; czasami występuje w towarzystwie innych gatunków. Często łapie owady podczas lotu.
Sezon lęgowy nie jest dokładnie określony – podloty widziano w październiku, zaś gniazda z jajami w lipcu, listopadzie i styczniu. W zniesieniu jedno lub dwa jaja, wysiadywaniem zajmują się oboje rodzice.

## Status i zagrożenia
W Czerwonej księdze gatunków zagrożonych Międzynarodowej Unii Ochrony Przyrody gatunek został zaliczony do kategorii LC (ang. Least Concern – najmniejszej troski). Liczebność populacji nie została oszacowana, ale ptak ten opisywany jest jako zazwyczaj rzadki, lokalnie pospolity. Ze względu na brak dowodów na spadki liczebności bądź istotne zagrożenia dla gatunku BirdLife International uznaje trend liczebności populacji za prawdopodobnie stabilny.